# Saison NBA 1985-1986
Navigation
Saison 1984-1985 Saison 1986-1987
La saison NBA 1985-1986 est la 37e saison de la NBA (la 40e en comptant les 3 saisons de BAA). Les Celtics de Boston remportent le titre NBA en battant en Finales les Houston Rockets par 4 victoires à 2. 

## Faits notables
- Le All-Star Game 1986 s'est déroulé à la Reunion Arena à Dallas où l'Est a battu l'Ouest 139-132. Isiah Thomas (Pistons de Détroit) est élu Most Valuable Player. Le premier Three-point Shootout s'est déroulé cette année-là, remporté par Larry Bird, le premier de ses trois succès consécutifs dans ce concours.
- Les Kings sont relocalisés, déménageant de Kansas City pour s'installer à Sacramento où ils disputent leur premier match à l'ARCO Arena.
- C'est la première saison où la NBA décerne la distinction de NBA Most Improved Player.
- Lors du deuxième match du premier tour des playoffs à l'Est, Michael Jordan inscrit 63 points et bat le record précédemment détenu par Elgin Baylor (61 points) mais les Bulls perdent après une double prolongation face à Boston.
- 3,67 interceptions par match pour Alvin Robertson, nouveau record NBA.
- Troisième trophée consécutif de Most Valuable Player pour Larry Bird qui rejoint Bill Russell et Wilt Chamberlain.

Avec 40 succès pour une seule défaite au Boston Garden, les Celtics établissent un nouveau record de victoires à domicile en saison régulière

## Classements de la saison régulière
| Champion de division | Qualifié pour les playoffs | Non qualifié pour les playoffs |

### Par division
| Division Atlantique   | V  | D  | PCT  | GB |
| --------------------- | -- | -- | ---- | -- |
| Celtics de Boston C   | 67 | 15 | 81.7 | -  |
| 76ers de Philadelphie | 54 | 28 | 65.9 | 13 |
| Bullets de Washington | 39 | 43 | 47.6 | 28 |
| Nets du New Jersey    | 39 | 43 | 47.6 | 28 |
| Knicks de New York    | 23 | 59 | 28.0 | 44 |

| Division Centrale      | V  | D  | PCT  | GB |
| ---------------------- | -- | -- | ---- | -- |
| Bucks de Milwaukee     | 57 | 25 | 69.5 | -  |
| Hawks d'Atlanta        | 50 | 32 | 61.0 | 7  |
| Pistons de Détroit     | 46 | 36 | 56.1 | 11 |
| Bulls de Chicago       | 30 | 52 | 36.6 | 27 |
| Cavaliers de Cleveland | 29 | 53 | 35.4 | 28 |
| Pacers de l'Indiana    | 26 | 56 | 31.7 | 31 |

| Division Midwest     | V  | D  | PCT  | GB |
| -------------------- | -- | -- | ---- | -- |
| Rockets de Houston   | 51 | 31 | 62.2 | -  |
| Nuggets de Denver    | 47 | 35 | 57.3 | 4  |
| Mavericks de Dallas  | 44 | 38 | 53.7 | 7  |
| Jazz de l'Utah       | 42 | 40 | 51.2 | 9  |
| Kings de Sacramento  | 37 | 45 | 45.1 | 14 |
| Spurs de San Antonio | 35 | 47 | 42.7 | 16 |

| Division Pacifique        | V  | D  | PCT  | GB |
| ------------------------- | -- | -- | ---- | -- |
| Lakers de Los Angeles     | 62 | 20 | 75.6 | -  |
| Trail Blazers de Portland | 40 | 42 | 48.8 | 22 |
| Suns de Phoenix           | 32 | 50 | 39.0 | 30 |
| Clippers de Los Angeles   | 32 | 50 | 39.0 | 30 |
| SuperSonics de Seattle    | 31 | 51 | 37.8 | 31 |
| Warriors de Golden State  | 30 | 52 | 36.6 | 32 |

### Par conférence
| Conférence Est | Conférence Est         | Conférence Est | Conférence Est | Conférence Est |
| No             | Franchise              | Vic.           | Déf.           | PCT            |
| -------------- | ---------------------- | -------------- | -------------- | -------------- |
| 1              | Celtics de Boston C    | 67             | 15             | 81.7           |
| 2              | Bucks de Milwaukee     | 57             | 25             | 69.5           |
| 3              | 76ers de Philadelphie  | 54             | 28             | 65.9           |
| 4              | Hawks d'Atlanta        | 50             | 32             | 61.0           |
| 5              | Pistons de Détroit     | 46             | 36             | 56.1           |
| 6              | Bullets de Washington  | 39             | 43             | 47.6           |
| 7              | Nets du New Jersey     | 39             | 43             | 47.6           |
| 8              | Bulls de Chicago       | 30             | 52             | 36.6           |
|                |                        |                |                |                |
| 9              | Cavaliers de Cleveland | 29             | 53             | 35.4           |
| 10             | Pacers de l'Indiana    | 26             | 56             | 31.7           |
| 11             | Knicks de New York     | 23             | 59             | 28.0           |

| Conférence Ouest | Conférence Ouest          | Conférence Ouest | Conférence Ouest | Conférence Ouest |
| No               | Franchise                 | Vic.             | Déf.             | PCT              |
| ---------------- | ------------------------- | ---------------- | ---------------- | ---------------- |
| 1                | Lakers de Los Angeles     | 62               | 20               | 75.6             |
| 2                | Rockets de Houston        | 51               | 31               | 62.2             |
| 3                | Nuggets de Denver         | 47               | 35               | 57.3             |
| 4                | Mavericks de Dallas       | 44               | 38               | 53.7             |
| 5                | Jazz de l'Utah            | 42               | 40               | 51.2             |
| 6                | Trail Blazers de Portland | 40               | 42               | 48.8             |
| 7                | Kings de Sacramento       | 37               | 45               | 45.1             |
| 8                | Spurs de San Antonio      | 35               | 47               | 42.7             |
|                  |                           |                  |                  |                  |
| 9                | Suns de Phoenix           | 32               | 50               | 39.0             |
| 10               | Clippers de Los Angeles   | 32               | 50               | 39.0             |
| 11               | SuperSonics de Seattle    | 31               | 51               | 37.8             |
| 12               | Warriors de Golden State  | 30               | 52               | 36.6             |

C - Champions NBA

## Playoffs
|  | 1er tour         | 1er tour                  | 1er tour            |   |                       | Demi-finales de Conférence | Demi-finales de Conférence | Demi-finales de Conférence |  |   | Finales de Conférence | Finales de Conférence | Finales de Conférence |  |    | Finales NBA       | Finales NBA | Finales NBA |
|  |                  |                           |                     |   |                       |                            |                            |                            |  |   |                       |                       |                       |  |    |                   |             |             |
|  | 1                | Celtics de Boston         | 3                   |   |                       |                            |                            |                            |  |   |                       |                       |                       |  |    |                   |             |             |
|  | 8                | Bulls de Chicago          | 0                   |   |                       |                            |                            |                            |  |   |                       |                       |                       |  |    |                   |             |             |
|  | 8                | Bulls de Chicago          | 0                   |   | 1                     | Celtics de Boston          | 4                          |                            |  |   |                       |                       |                       |  |    |                   |             |             |
|  |                  |                           |                     |   | 1                     | Celtics de Boston          | 4                          |                            |  |   |                       |                       |                       |  |    |                   |             |             |
|  |                  | 4                         | Hawks d'Atlanta     | 1 |                       |                            |                            |                            |  |   |                       |                       |                       |  |    |                   |             |             |
|  | 4                | 4                         | Hawks d'Atlanta     | 1 | Hawks d'Atlanta       | 3                          |                            |                            |  |   |                       |                       |                       |  |    |                   |             |             |
|  | 4                |                           |                     |   | Hawks d'Atlanta       | 3                          |                            |                            |  |   |                       |                       |                       |  |    |                   |             |             |
|  | 5                | Pistons de Détroit        | 1                   |   |                       |                            |                            |                            |  |   |                       |                       |                       |  |    |                   |             |             |
|  | 5                | Pistons de Détroit        | 1                   |   |                       |                            |                            |                            |  | 1 | Celtics de Boston     | 4                     |                       |  |    |                   |             |             |
|  | Conférence Est   |                           |                     |   |                       |                            |                            |                            |  | 1 | Celtics de Boston     | 4                     |                       |  |    |                   |             |             |
|  |                  | 2                         | Bucks de Milwaukee  | 0 |                       |                            |                            |                            |  |   |                       |                       |                       |  |    |                   |             |             |
|  | 3                | 2                         | Bucks de Milwaukee  | 0 | 76ers de Philadelphie | 3                          |                            |                            |  |   |                       |                       |                       |  |    |                   |             |             |
|  | 3                |                           |                     |   | 76ers de Philadelphie | 3                          |                            |                            |  |   |                       |                       |                       |  |    |                   |             |             |
|  | 6                | Bullets de Washington     | 2                   |   |                       |                            |                            |                            |  |   |                       |                       |                       |  |    |                   |             |             |
|  | 6                | Bullets de Washington     | 2                   |   | 3                     | 76ers de Philadelphie      | 3                          |                            |  |   |                       |                       |                       |  |    |                   |             |             |
|  |                  |                           |                     |   | 3                     | 76ers de Philadelphie      | 3                          |                            |  |   |                       |                       |                       |  |    |                   |             |             |
|  |                  | 2                         | Bucks de Milwaukee  | 4 |                       |                            |                            |                            |  |   |                       |                       |                       |  |    |                   |             |             |
|  | 2                | 2                         | Bucks de Milwaukee  | 4 | Bucks de Milwaukee    | 3                          |                            |                            |  |   |                       |                       |                       |  |    |                   |             |             |
|  | 2                |                           |                     |   | Bucks de Milwaukee    | 3                          |                            |                            |  |   |                       |                       |                       |  |    |                   |             |             |
|  | 7                | Nets du New Jersey        | 0                   |   |                       |                            |                            |                            |  |   |                       |                       |                       |  |    |                   |             |             |
|  | 7                | Nets du New Jersey        | 0                   |   |                       |                            |                            |                            |  |   |                       |                       |                       |  | E1 | Celtics de Boston | 4           |             |
|  |                  |                           |                     |   |                       |                            |                            |                            |  |   |                       |                       |                       |  | E1 | Celtics de Boston | 4           |             |
|  |                  | O2                        | Rockets de Houston  | 2 |                       |                            |                            |                            |  |   |                       |                       |                       |  |    |                   |             |             |
|  | 1                | O2                        | Rockets de Houston  | 2 | Lakers de Los Angeles | 3                          |                            |                            |  |   |                       |                       |                       |  |    |                   |             |             |
|  | 1                |                           |                     |   | Lakers de Los Angeles | 3                          |                            |                            |  |   |                       |                       |                       |  |    |                   |             |             |
|  | 8                | Spurs de San Antonio      | 0                   |   |                       |                            |                            |                            |  |   |                       |                       |                       |  |    |                   |             |             |
|  | 8                | Spurs de San Antonio      | 0                   |   | 1                     | Lakers de Los Angeles      | 4                          |                            |  |   |                       |                       |                       |  |    |                   |             |             |
|  |                  |                           |                     |   | 1                     | Lakers de Los Angeles      | 4                          |                            |  |   |                       |                       |                       |  |    |                   |             |             |
|  |                  | 4                         | Mavericks de Dallas | 2 |                       |                            |                            |                            |  |   |                       |                       |                       |  |    |                   |             |             |
|  | 4                | 4                         | Mavericks de Dallas | 2 | Mavericks de Dallas   | 3                          |                            |                            |  |   |                       |                       |                       |  |    |                   |             |             |
|  | 4                |                           |                     |   | Mavericks de Dallas   | 3                          |                            |                            |  |   |                       |                       |                       |  |    |                   |             |             |
|  | 5                | Jazz de l'Utah            | 1                   |   |                       |                            |                            |                            |  |   |                       |                       |                       |  |    |                   |             |             |
|  | 5                | Jazz de l'Utah            | 1                   |   |                       |                            |                            |                            |  | 1 | Lakers de Los Angeles | 1                     |                       |  |    |                   |             |             |
|  | Conférence Ouest |                           |                     |   |                       |                            |                            |                            |  | 1 | Lakers de Los Angeles | 1                     |                       |  |    |                   |             |             |
|  |                  | 2                         | Rockets de Houston  | 4 |                       |                            |                            |                            |  |   |                       |                       |                       |  |    |                   |             |             |
|  | 3                | 2                         | Rockets de Houston  | 4 | Nuggets de Denver     | 3                          |                            |                            |  |   |                       |                       |                       |  |    |                   |             |             |
|  | 3                |                           |                     |   | Nuggets de Denver     | 3                          |                            |                            |  |   |                       |                       |                       |  |    |                   |             |             |
|  | 6                | Trail Blazers de Portland | 1                   |   |                       |                            |                            |                            |  |   |                       |                       |                       |  |    |                   |             |             |
|  | 6                | Trail Blazers de Portland | 1                   |   | 3                     | Nuggets de Denver          | 2                          |                            |  |   |                       |                       |                       |  |    |                   |             |             |
|  |                  |                           |                     |   | 3                     | Nuggets de Denver          | 2                          |                            |  |   |                       |                       |                       |  |    |                   |             |             |
|  |                  | 2                         | Rockets de Houston  | 4 |                       |                            |                            |                            |  |   |                       |                       |                       |  |    |                   |             |             |
|  | 2                | 2                         | Rockets de Houston  | 4 | Rockets de Houston    | 3                          |                            |                            |  |   |                       |                       |                       |  |    |                   |             |             |
|  | 2                |                           |                     |   | Rockets de Houston    | 3                          |                            |                            |  |   |                       |                       |                       |  |    |                   |             |             |
|  | 7                | Kings de Sacramento       | 0                   |   |                       |                            |                            |                            |  |   |                       |                       |                       |  |    |                   |             |             |

## Leaders de la saison régulière
| Catégorie                  | Joueur            | Équipe             | Statistiques |
| -------------------------- | ----------------- | ------------------ | ------------ |
| Points par match           | Dominique Wilkins | Hawks d'Atlanta    | 30.3         |
| Rebonds par match          | Bill Laimbeer     | Detroit Pistons    | 13.1         |
| Passes décisives par match | Magic Johnson     | Los Angeles Lakers | 12.6         |
| Interceptions par match    | Alvin Robertson   | San Antonio Spurs  | 3.7          |
| Contres par match          | Manute Bol        | New Jersey Nets    | 5.0          |
| % aux tirs                 | Steve Johnson     | San Antonio Spurs  | 63.2         |
| % aux lancers-francs       | Larry Bird        | Celtics de Boston  | 89.6         |
| % à 3-points               | Craig Hodges      | Milwaukee Bucks    | 45.1         |

## Récompenses individuelles
- Most Valuable Player : Larry Bird, Celtics de Boston
- Rookie of the Year : Patrick Ewing, Knicks de New York
- Defensive Player of the Year : Alvin Robertson, San Antonio Spurs
- Sixth Man of the Year : Bill Walton, Celtics de Boston
- Most Improved Player : Alvin Robertson, San Antonio Spurs
- Coach of the Year : Mike Fratello, Hawks d'Atlanta
- Executive of the Year : Vince Boryla, Denver Nuggets
- J.Walter Kennedy Sportsmanship Award : Michael Cooper, Los Angeles Lakers et Rory Sparrow, Knicks de New York

- All-NBA First Team :
  - F - Larry Bird, Celtics de Boston
  - F - Dominique Wilkins, Hawks d'Atlanta
  - C - Kareem Abdul-Jabbar, Los Angeles Lakers
  - G - Isiah Thomas, Detroit Pistons
  - G - Magic Johnson, Los Angeles Lakers

- All-NBA Second Team :
  - F - Charles Barkley, Philadelphia 76ers
  - F - Alex English, Denver Nuggets
  - C - Hakeem Olajuwon, Houston Rockets
  - G - Sidney Moncrief, Milwaukee Bucks
  - G - Alvin Robertson, San Antonio Spurs

- NBA All-Rookie Team :
  - Joe Dumars, Detroit Pistons
  - Charles Oakley, Chicago Bulls
  - Patrick Ewing, Knicks de New York
  - Xavier McDaniel, Seattle SuperSonics
  - Karl Malone, Utah Jazz

- NBA All-Defensive First Team :
  - Paul Pressey, Milwaukee Bucks
  - Kevin McHale, Celtics de Boston
  - Mark Eaton, Utah Jazz
  - Sidney Moncrief, Milwaukee Bucks
  - Maurice Cheeks, Philadelphia 76ers

- NBA All-Defensive Second Team :
  - Michael Cooper, Los Angeles Lakers
  - Bill Hanzlik, Denver Nuggets
  - Manute Bol, Washington Bullets
  - Alvin Robertson, San Antonio Spurs
  - Dennis Johnson, Celtics de Boston

- MVP des Finales : Larry Bird, Celtics de Boston